# کاتولیکا آسیکورازیونی
کاتولیکا آسیگورازیونی یک شرکت بیمه ایتالیایی بود که در سال ۲۰۲۲ توسط جنرالی ایتالیا خریداری شد و در سال ۲۰۲۳ با جنرتل ادغام شد. از ژوئیه ۲۰۲۳، کاتولیکا به عنوان یکی از بخش‌های جنرالی ایتالیا فعالیت می‌کند.
این شرکت از ۲۷ نوامبر ۲۰۰۰ تا ۱۲ اوت ۲۰۲۲ در شاخص FTSE ایتالیا مید کپ بورس میلان فهرست شده بود (کد ISIN: IT0000784154، نماد: CASS).